# بارك جو-مين
بارك جو-مين هو سياسي كوري جنوبي، ولد في 21 نوفمبر 1973 في سول في كوريا الجنوبية. نشط حزبياً في الحزب الديمقراطي الكوري. في الانتخابات التشريعية الكورية الجنوبية 2020 ‏، انتخب عضو الجمعية الوطنية الكورية الجنوبية ‏ عن دائرة Eunpyeong A ‏ خلال فترته النيابية ‏ (30 مايو 2020 – ) وفي الانتخابات التشريعية الكورية الجنوبية 2016 ‏، انتخب عضو الجمعية الوطنية الكورية الجنوبية ‏ عن دائرة Eunpyeong A ‏ وقد انضم خلال فترته النيابية ‏ (30 مايو 2016 – ) للكتلة البرلمانية الحزب الديمقراطي الكوري.

## وصلات خارجية
- بارك جو-مين على موقع IMDb (الإنجليزية)